# Auterive (Gers)
Auterive is een gemeente in het Franse departement Gers (regio Occitanie) en telt 516 inwoners (2004). De plaats maakt deel uit van het arrondissement Auch.

## Geografie
De oppervlakte van Auterive bedraagt 10,9 km², de bevolkingsdichtheid is 47,3 inwoners per km².
De onderstaande kaart toont de ligging van Auterive (Gers) met de belangrijkste infrastructuur en aangrenzende gemeenten.

## Demografie
Onderstaande figuur toont het verloop van het inwonertal (bron: INSEE-tellingen).

1. ↑  Populations de référence 2022.